# Štivica
Štivica falu Horvátországban, Bród-Szávamente megyében. Közigazgatásilag Staro Petrovo Selohoz tartozik.

## Fekvése
Bródtól légvonalban 36, közúton 49 km-re nyugatra, Pozsegától   légvonalban 19, közúton 37 km-re délnyugatra, községközpontjától légvonalban 5, közúton 7 km-re délre, Nyugat-Szlavóniában, az A3-as autópálya és a Száva közötti síkságon, a Crnac-mezőn fekszik.

## Története
Štivica a középkori forrásokban még nem található, a török korban viszont már sűrűn lakott volt. Ezt támasztja alá Ivkovics Tamás szkardonai és boszniai püspök jelentése aki 1626 és 1630 között 260 személyt bérmált meg itt.  A térség 1691-ben szabadult fel a török uralom alól. 1698-ban a kamarai összeírásban „Ztivicza” néven hajdútelepülésként szerepel a török uralom alól felszabadított szlavóniai települések között.  Az egyházi vizitáció szerint 1730-ban 90 háza volt katolikus lakossággal és állt már a Mária Magdolna templom is. 1746-ban 67 háza volt. 1760-ban 85 házában 193 család élt 948 fővel. Az 1758-as vizitáció jelentése megemlíti, hogy Mária Magdolna temploma fagerendákból épült, hossza 12, szélessége 5 méter volt.
Az első katonai felmérés térképén „Stivicza” néven található. A gradiskai ezredhez tartozott. Lipszky János 1808-ban Budán kiadott repertóriumában „Sztivicza” néven szerepel.  Nagy Lajos 1829-ben kiadott művében „Sztivicza” néven 261 házzal, 1186 katolikus és 192 ortodox vallású lakossal találjuk.  A katonai közigazgatás megszüntetése után 1871-ben Pozsega vármegyéhez csatolták. 
1857-ben 1037, 1910-ben 1252 lakosa volt. Az 1910-es népszámlálás szerint lakosságának 93%-a horvát anyanyelvű volt. Pozsega vármegye Újgradiskai járásának része volt. Az első világháború után 1918-ban az új szerb-horvát-szlovén állam, majd később (1929-ben) Jugoszlávia része lett. Önkéntes tűzoltóegyletét 1933-ban alapították. A település 1991-től a független Horvátországhoz tartozik. 1991-ben lakosságának 97%-a horvát nemzetiségű volt. 2011-ben 586 lakosa volt, akik mezőgazdasággal, állattartással, fafaragással foglalkoztak. A település különösen az utóbbi 50 évben fából faragott ajándéktárgyairól volt nevezetes.

## Lakossága
| Lakosság változása | Lakosság változása | Lakosság változása | Lakosság változása | Lakosság változása | Lakosság változása | Lakosság változása | Lakosság változása | Lakosság változása | Lakosság változása | Lakosság változása | Lakosság változása | Lakosság változása | Lakosság változása | Lakosság változása | Lakosság változása |
| ------------------ | ------------------ | ------------------ | ------------------ | ------------------ | ------------------ | ------------------ | ------------------ | ------------------ | ------------------ | ------------------ | ------------------ | ------------------ | ------------------ | ------------------ | ------------------ |
| 1857               | 1869               | 1880               | 1890               | 1900               | 1910               | 1921               | 1931               | 1948               | 1953               | 1961               | 1971               | 1981               | 1991               | 2001               | 2011               |
| 1.037              | 1.016              | 926                | 993                | 1.022              | 1.252              | 1.280              | 1.298              | 1.304              | 1.330              | 1.328              | 1.226              | 1.045              | 861                | 785                | 586                |

## Nevezetességei
Szent Mária Magdolna tiszteletére szentelt római katolikus plébániatemploma 1808-ban épült a korábbi fatemplom helyén. A plébániát 1789-ben alapították.